# Tania Boulet
Pour les articles homonymes, voir Boulet (homonymie).
Tania Boulet (née le 24 avril 1975 à Havre-Saint-Pierre, sur la Côte-Nord) est une physiothérapeute et écrivaine québécoise. Elle a étudié en physiothérapie à l'Université Laval.
Elle commence à écrire son premier roman (Chanson pour Frédéric) à seize ans et en achève l'écriture quatre ans plus tard. Elle participe également à des spectacles comme chanteuse pendant ses études.

## Honneurs
- 1997 - Palmarès Communication-Jeunesse des livres préférés des jeunes
- 2002 - Palmarès Communication-Jeunesse des livres préférés des jeunes